# Béla Riskó
Béla Riskó (5. prosince 1865 – ???) byl československý politik z Podkarpatské Rusi a meziválečný senátor Národního shromáždění ČSR za Autonomní zemědělský sojuz.

## Biografie
Po doplňovacích parlamentních volbách na Podkarpatské Rusi v roce 1924 získal za Autonomní zemědělský sojuz senátorské křeslo v Národním shromáždění. V senátu nebyl členem žádného senátorského klubu. Kandidoval ale za Autonomní zemědělský sojuz.
Profesí byl zemědělcem v Drahově na Podkarpatské Rusi.